# Michelle Taurel
Michelle Taurel (Caracas, 1 de julio de 1990) es una actriz y modelo venezolana. Es reconocida por su papel de Tiffany Johnson o "TJ" en la serie de Telemundo Mi Familia Perfecta del año 2018.

## Vida privada
Se casó con el cantante José Ceballos en 2017 en una Iglesia de su ciudad natal.

## Filmografía

### Telenovelas
| Año       | Título                 | Rol                    |
| --------- | ---------------------- | ---------------------- |
| 2019      | Betty en NY            | Karla                  |
| 2018      | Mi familia perfecta    | Tiffany "TJ" Johnsson  |
| 2015      | Piel salvaje           | Julia López Méndez     |
| 2013-2014 | De todas maneras, Rosa | Luisa "Lucha" Evarista |
| 2012      | Válgame Dios           | Ligia Elena Sarría     |
| 2009-2010 | Libres como el viento  | Ana "Anita" Marino     |
| 2006-2007 | Te tengo en salsa      | Alicia Rivero          |

#### Series de TV
| Año  | Título     | Rol     |
| ---- | ---------- | ------- |
| 2016 | Escándalos | Mariely |